# Ба-да-линг
Ба-да-линг је најпосећенији део великог Кинеског зида отприлике 80 километара северозападно од Пекинга. Део зида који пролази кроз ово место је саграђен током Минг династије, заједно са војним објектима што истиче стратешку важност овог места.
Део зида код Ба-да-линг је прошао кроз велику рестаурацију, и 1957. године је постао први део Кинеског зида отворен за туристе. Посећен годишње од стране више милиона људи, непосредна област око Ба-да-линга је знатно унапређена изградњом хотела, ресторана и жичаром која служи за превоз људи до Зида. Недавно завршени „ауто-пут Ба-да-линг“ повезује Ба-да-линг са Пекингом.
Ово место су посетили Ричард Никсон и његова жена у пратњи заменика премијера Lǐ Xiānniàn 24. фебруара 1972. године током Никсонове историјске посете Кини.